# エース・スティール
エース・スティール（Ace Steel）のリングネームで知られるクリストファー・ガイ（Christopher Guy、1973年1月25日 - ）は、アメリカ合衆国出身のプロレスラー。
アメリカではTNAやWLW、ROHに参戦した経験があり、日本ではプロレスリング・ノアへ参戦していた。

## 略歴
子供の頃にAWAの影響を受け、プロレスラーを志す。
1991年10月にプロレスラーとしてデビュー。IWAミッドサウスなどのアメリカインディーマットを転戦を経て、1997年に自身の団体『スティール・ドメイン・レスリング（Steel Domain Wrestling）』を設立。CMパンクやコルト・カバナなどが所属し、スティールに師事した。
2001年、ハーリー・レイス主宰のWLWへ所属する。
WLWと提携しているプロレスリング・ノアの三沢光晴が視察した時にその技術を買われ、ノアへの初来日が実現。以降、同団体の常連参戦外国人選手となる。また、アメリカでもWLWの他にTNAやROHにも参戦する。TNAでは、かつての後輩であったCMパンクやコルト・カバナと再会。スティールとカバナは一時期『セカンド・シティ・セインツ（The Second City Saints）』というユニットを結成している。
2005年12月10日、WLWスティムボートロック大会では、WLWへ参戦したKENTAが当時保持していたGHCジュニアヘビー級王座に挑戦。20分00秒、GO 2 SLEEPからの片エビ固めに屈し、KENTAの3度目の防衛を許した。
2007年1月18日、WWEとディベロップメント契約を締結し入団。2月に傘下団体のDSWでデビュー。
2008年2月4日、WWEから契約解除された。
2019年11月、WWEパフォーマンスセンターのコーチに就任したことが発表された。
2020年4月15日、新型コロナウィルスの感染拡大に伴いWWEの収益が悪化したため、スティール、ケンドー・カシン、セリーナ・ディーブの3名のコーチがWWEを解雇された。

## エピソード
- 奇抜な行動・パフォーマンス・挑発行為が特徴で、試合前・試合中にコーナーポスト上に横に寝転がって相手を挑発したり、観客や相手・味方などに奇声を発したり、試合の途中に控室へ帰るふりをして戦意喪失・棄権した様にみせるがリングアウト寸前で急いでリングに帰還する、など多彩である[4]。

## 得意技
スティール・スパイク
コーナーからのダイビング式飛びつきDDT。
ウィドウズ・ピーク
別名ツイスト・オブ・カイン。鈴木鼓太郎のブルー・ディスティニーや、他選手のゴリー・クラッシャーに類似した技。
ドロップキック
コーナーへの串刺し式を特に得意とする。